# (364) Isara
(364) Isara – planetoida z pasa głównego asteroid.

## Odkrycie
Została odkryta 19 marca 1893 roku w Observatoire de Nice w Nicei przez Auguste Charloisa. Nazwa planetoidy pochodzi od rzeki Isère, płynącej w południowo-wschodniej Francji. Przed jej nadaniem planetoida nosiła ozaczenie tymczasowe (364) 1893 T.

## Orbita
(364) Isara okrąża Słońce w ciągu 3 lat i 114 dni w średniej odległości 2,22 j.a. Planetoida należy do rodziny planetoidy Flora nazywanej też czasem rodziną Ariadne.